# Біопіратство
Комерціалізація традиційних препаратів або біопіратство — практика патентування транснаціональними корпораціями різних медичних, сільськогосподарських та інших ноу-хау, що є надбанням аборигенних культур.
Біопіратством вважається узаконене вилучення генетичних ресурсів і традиційних знань суспільства.
На думку його противників , транснаціональні корпорації дещо змінюють запозичені у суспільства винаходи біотехнології, одержують патенти на них, а потім здійснюють продаж продукції за монопольно високими цінами. Критики біопіратства вказують на американські корпорації як на найнебезпечніших «піратів» у біотехнологічній індустрії.
В. Шива зазначає:
|                                                                                    | В гонитві за одержанням патентів і отриманням винагороди за винаходи корпорації та уряди індустріальних країн ігнорують століття кумулятивної колективної інноваційної діяльності багатьох поколінь сільських жителів. |
| — Shiva V. Protect or plunder: Understanding intellectual property rights. – P. 49 | |

## Відомі випадки
- В останні роки фармацевтичними компаніями США запатентовано велика кількість традиційних аюрведачних рецептів, так що індійські виробники тепер не можуть користуватися ними, не сплачуючи ліцензійні відрахування компаніям-правовласникам.
- Різновид біопіратства — патентування генів, похідних від рослин.

Так, рис «басматі» традиційно вирощувався фермерами Північної Індії. На початку 1990-х його імпорт становив 400—500 тисяч тонн щорічно і приносив державному бюджету 280 млн доларів доходу. 2 вересня 1997 року техаська компанія Rice Tec Inc. отримала патент № 5663484 на генні послідовності рису «басматі», що включає також його модифікації, і негайно приступила до розкручування брендів «касматі», «тексматі» і «жасматі» (Докладніше: Зелена революція в Індії).

## Форми біопіратства
Критики біопіратства виділяють такі його форми:
- Ресурсне піратство — безоплатне вилучення біологічних та природних ресурсів сільського населення країн Півдня і Сходу з комерційною метою. Проявом цієї форми вважають запозичення рису басматі з Індії американською компанією «Rice Tec Inc.».
- Інтелектуальне і культурне піратство — безоплатне привласнення інтелектуальної та культурної спадщини з наділенням її правовою охороною (патентами і торговельними марками) — наприклад, використання найменування «Басматі» для позначення сорту рису.
- Економічне піратство — узурпація національного та міжнародного ринку шляхом використання географічних зазначень місць походження товарів, що традиційно вирощувалися у країнах Півдня та Сходу.

## Юридичні аспекти
Згідно зі статтею 1 Конвенції ООН про біологічне різноманіття, її цілями є «збереження біологічного різноманіття, стале використання його компонентів і справедливе і рівне розподілення вигод, що виникають в результаті використання генетичних ресурсів, і, відповідно, передачу необхідних технологій, беручи до уваги всі права щодо цих ресурсів, технологій та їх фінансового забезпечення». Біопіратство пов'язано з процесом процесом позбавлення аборигенних товариств права на генетичні ресурси і власні знання, який відбувається останнім часом і заміни цього права правом монополій на експлуатацію біологічного різноманіття.
Науковець Дж. Стігліц у своїй праці (спільно з Е. Чарльтоном) вважає Угоду про права інтелектуальної власності, прийняття якої є обов'язковим при вступі до Світової організації торгівлі (членом якої є й Україна), такою що відстоює інтереси лише передових економік світу і спияє біопіратству .